# Pleurotomella amphiblestrum
Pleurotomella amphiblestrum là một loài ốc biển, là động vật thân mềm chân bụng sống ở biển trong họ Clathurellidae.